# Danijel Subotić
Danijel Subotić (n. 31 ianuarie 1989, Zagreb, RSF Iugoslavia) este un fotbalist elvețian care joacă pentru FK Qäbälä. De asemenea este și un fost component al echipei naționale de fotbal U19 a Elveției.

## Carieră
A debutat pentru Universitatea Craiova în Liga I pe 27 februarie 2011 într-un meci pierdut împotriva echipei Steaua București.